# クリスティ・ハロワー
クリスティ・ハロワー（Kristi Harrower、1975年3月4日 - ）は、オーストラリアの女性プロバスケットボール選手である。ビクトリア州ベンディゴ出身。ポジションはポイントガード。身長163cm。

## 人物
1993年のU-21世界選手権代表に選ばれ金メダル獲得に貢献、その後バスケットボール女子オーストラリア代表に選ばれる。シドニー・アテネ五輪・北京オリンピックの3大会連続で銀メダルを獲得。2006年世界選手権ではオーストラリアの初優勝に貢献した。
1997年より国内プロリーグのアデレード・ライトニングに所属し、1999年にはメルボルン・タイガースに移籍。
一方、1998年から1999年までWNBAのフェニックス・マーキュリーでもプレー。
2000年からは欧州にも進出。ドイツのGoldZack Wuppertal、フランスのAix-en-ProvenceとUS Valenciennes、ロシアのUMMC Ekaterinbourgで活躍する。
2001年から2005年までWNBAのミネソタ・リンクスに所属。
2009年はロサンゼルス・スパークス所属。